# ハンボルト (サスカチュワン州)
ハンボルト（英: Humboldt）は、カナダ・サスカチュワン州中央部にある市。サスカトゥーンから東約113kmの位置にある。

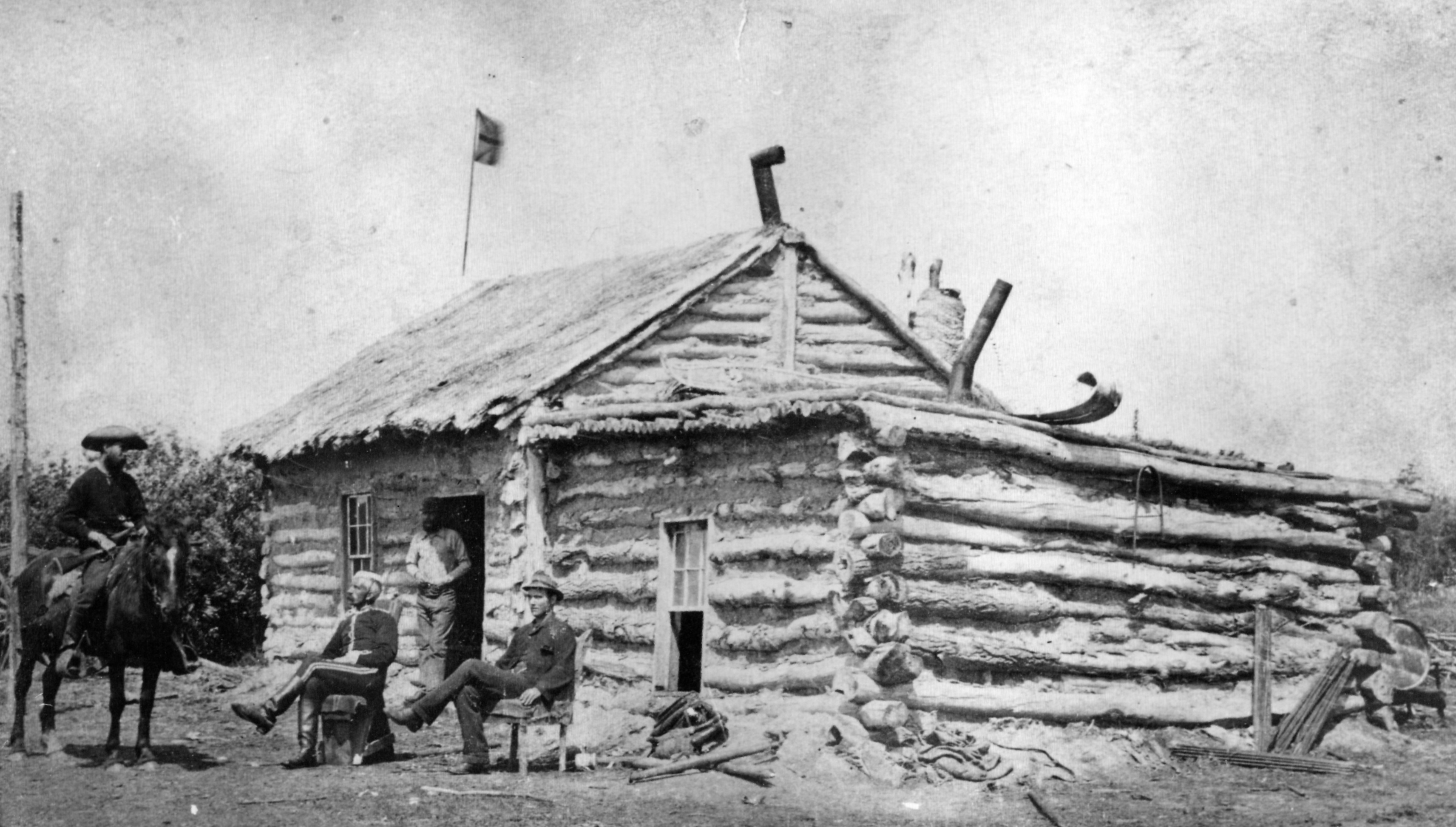
ハンボルト電信局（1885年頃）

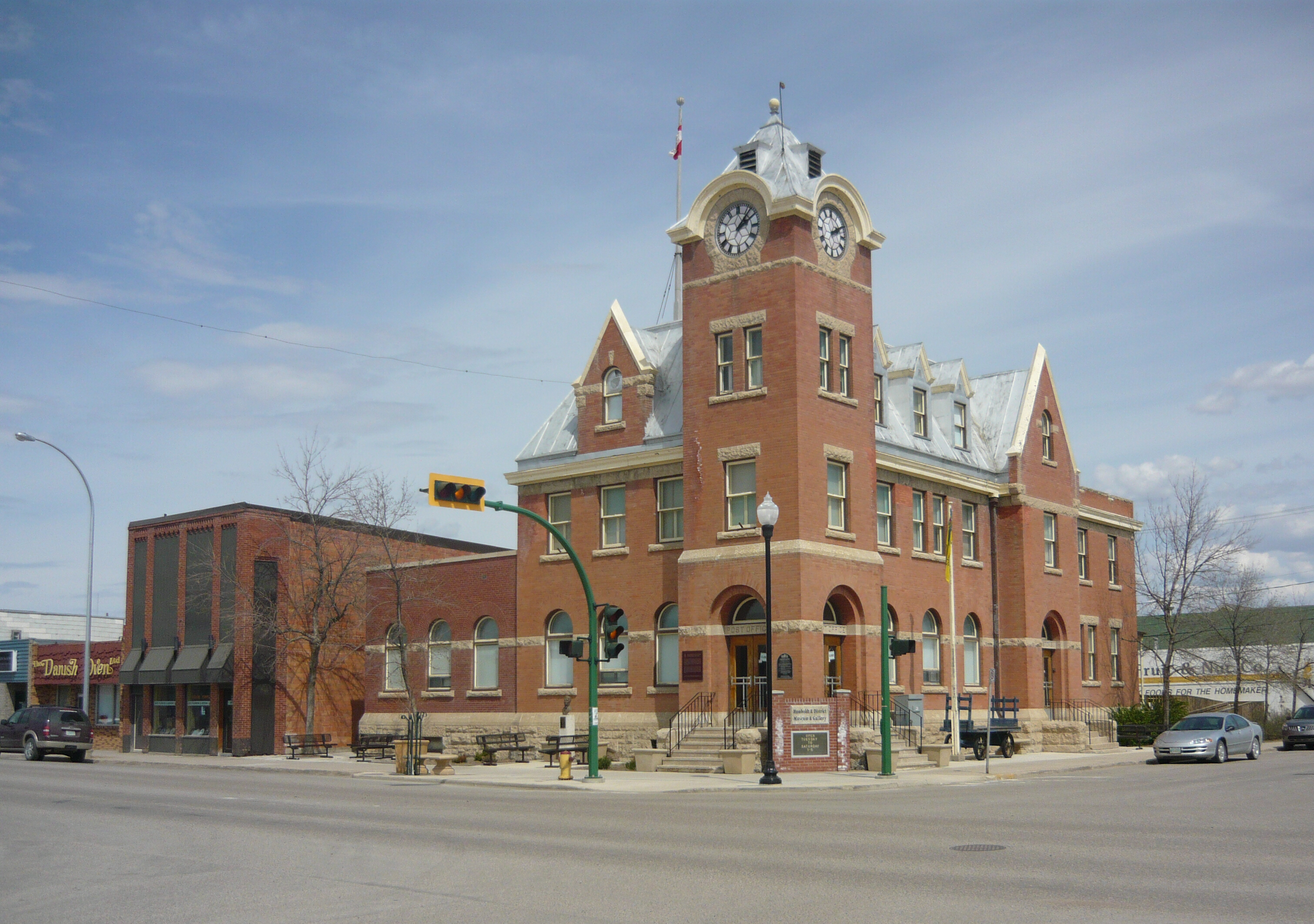
ハンボルト郵便局（現在、ハンボルト地区博物館）

## 歴史
ハンボルトは、ドイツの探検家アレクサンダー・フォン・フンボルトにちなんで名付けられた。この町は、カールトン・トレイルの電信局として始まった。カールトン・トレイルは、フォート・ギャリー（現在のウィニペグ）からフォート・エドモントン（現在のエドモントン）へのルートとして初期のカナダ西部で重要幹線だった馬車ルートであった。ハンボルトは、北西準州にてカナダ太平洋電信線に沿って計画された修理局の場所として、1875年に承認された（現在の都市部から南西8 km）。1878年に建設されたハンボルト電信局は、発展するカナダ西部の通信において重要な役割を果たした。
ルイ・リエルが率いるメティスの反乱がハンボルトから北西約100kmのバトシュで発生した際、ジョン・A・マクドナルド首相と西部の軍隊との唯一の通信経路となったため、重要な戦略拠点となった。1885年4月、フレデリック・ミドルトン将軍が950人の兵士と到着し、電信局に駐屯地を設立、偵察作戦の拠点として使用した。当時、カナダ西部への電信線はしばしば切断されていたため、ハンボルト電信局はカナダ東部への最後の安全な通信経路としてとても重要となった。
1885年5月1日、ハンボルトは総督護衛隊のG.T.デニソン少佐の指揮の下、大規模な兵站拠点の場所となりました。約460人の連合部隊が複雑な塹壕基地を構築し、供給物資を保護するために電信局を要塞化された軍事基地に変えた。部隊は1885年7月にハンボルトを去った。この地域はまた、カナダ西部初の駅馬車強盗の現場にもなった。ハンボルト地域には、カールトン・トレイルの一部が今でも馬車の轍として保存されている。
初期のハンボルトは主にドイツ系カトリックのコミュニティであった。ミネソタ州カレッジビルの聖ヨハネ修道院から来たベネディクト会の修道士たちによって設立されたサスカチュワン州ミュンスターの聖ペテロ修道院地域（セントピーターズ・コロニーとも呼ばれる）の最大の集落となった。ドイツ系アメリカ土地会社（German American Land Company）が、アメリカ合衆国北部平原州やドイツ帝国本国からこの地域への移住を奨励・宣伝した。ドイツ帝国からの移民は、ハンボルトとミュンスター、フルダ、ピルガー、セント・グレガー、エングルフェルトなどの周辺地域に定住した。ドイツ系でもロシア帝国からの移民は、ハンボルト西部およびカーメルの南の地域に定住した。
村落として開村後、ハンボルトは穀物が安定的に栽培出来る気候の「シュア・クロップ地区」の中心地として知られ、その結果農業機器や資材などの産業の中心地として、サスカチュワン州の重要な場所となった。
2018年4月6日、ジュニアリーグのアイスホッケーチームのハンボルト・ブロンコスが、近郊でバス衝突事故に遭った。バス乗客の16名死亡となった深刻な事故はカナダ全国の話題となり、ジャスティン・トルドー首相、サスカチュワン州首相、ホッケー解説者のドン・チェリー、ロン・マクラーレンを含む有名人も葬儀に出席した。

## 交通
- 道路
  - サスカチュワン州道5号線
  - サスカチュワン州道20号線
- 鉄道
  - カナディアン・ナショナル鉄道
- 空港
  - ハンボルト空港